# Petro Fedoryszyn
Petro Stepanowycz Fedoryszyn (ukr. Петро Степанович Федоришин, ur. 20 lipca 1949 w Białej obok Czortkowa) – ukraiński dziennikarz, redaktor, pedagog, działacz sportowy. Zasłużony dziennikarz Ukrainy (2004). Członek Narodowego Związku Pisarzy Ukrainy (2015). Kandydat nauk filologicznych (1996), docent (2004). Mistrz sportu ZSRR w sambo (1976), zdobywca czarnego pasa w karate (1990). Laureat Tarnopolskiej Nagrody Obwodowej im. Jarosława Stećki (2013). Honorowy Obywatel Czortkówa (2022).

## Życiorys
Absolwent Wydziału Dziennikarstwa Uniwersytetu Lwowskiego (1976). Od tego czasu pracuje w redakcji tarnopolskiej obwodowej gazety „Wilne żyttia” (obecnie „Wilne żyttia plus”): korespondent, kierownik działu, zastępca redaktora, od 1990 redaktor naczelny. Jednocześnie wykłada literaturę zagraniczną i umiejętności dziennikarskie na Narodowym Uniwersytecie Pedagogicznym im. Wołodymyra Hnatiuka w Tarnopolu, w 2005 współzałożyciel, a w latach 2005–2009 kierownik katedry dziennikarstwa na tej uczelni.
Rezydent Tarnopolskiej Obwodowej Organizacji Wschodnich Sztuk Walki (od 1994). Trener karate klubu sportowego „Spartak” Towarzystwa Sportowego „Ukraina”. Przygotował czterech Mistrzów sportu Ukrainy międzynarodowej klasy w karate, ośmiu Mistrzów sportu Ukrainy w karate i kickboxingu, mistrza Europy O. Łelucha (1996).

## Twórczość
Autor wielu książek, materiałów dydaktycznych i artykułów literacko-krytycznych, esejów w zbiorach, prasie regionalnej i ogólnoukraińskiej. Autor książek:
- Karate-Do dla wszystkich (1989, 1991)[1],
- Echo wieków (1997)[1],
- Prasa i państwowość ukraińska (1998)[1],
- I wielcy mieli pieniądze (1999)[1],
- Słownik ukraińskich imion pochodzenia biblijnego (2001)[1],
- W wodach Seretu (2012)[5],
- Ciężki kożuch, ale swój (2015)[6],
- Światło i cienie zamków czortkowskich (2019)[7],
- Tajemnice skarbów Sadowskich (2021)[8].